# Rhabdomastix holomelania
Rhabdomastix holomelania är en tvåvingeart som beskrevs av Alexander 1935. Rhabdomastix holomelania ingår i släktet Rhabdomastix och familjen småharkrankar. Inga underarter finns listade i Catalogue of Life.